# Кислинка (Тульская область)
Кислинка (Малое Страхово) — упразднённая деревня (сельцо) в Пролетарском территориальном округе городском округе Тула Тульской области России. На месте деревни ныне урочище Кислинка.
До упразднения уездно-губернского деления (1926) входило в состав Торховской волости Тульского уезда Российской империи и РСФСР.

## География
Располагалось на берегу Тулицы, возле Буцевского оврага с левой стороны, и речки Черемушки с правой стороны.

## История
До революции деревня была приписана к селу Крюкову, которым владела княгиня Афимья Филипова.
В 1984 году сельцо исключено из списка населённых пунктов Ленинского района в связи с переселением жителей в другие места.

## Население
Согласно выписке из справочника «XLIV. Тульская Губерния. Списки населенных мест по сведениям 1859 года» в Кислинке насчиталось 10 дворов, 53 жителя мужского пола, и 50 — женского. По подворной переписи 1910-12 годов в сельце было 22 двора и 133 жителя. По исповедным росписям 1917 года в деревне проживали крестьяне с фамилиями Васильев, Веневцев, Демидов, Колосков, Ларин, Маркин, Миронов, Панов, Привезенцев и Семенов.

## Инфраструктура
Основа экономики — сельское хозяйство.
Ближайшие поля распахивались крестьянами для посадки ржи, овса и гречки, и в меньшей степени для пшеницы..